# Magyar Súlyemelő-szövetség
Magyar Súlyemelő-szövetség (angolul: Hungarian Weightlifting Federation).

## Története
Magyarországon a súlyemelés a 19. század végén honosodott meg, amikor is egy társaság a budapesti Tátra kávéház különtermében rendszeresen súlyemelő összejöveteleket tartott. A sport kibontakozását az alábbi szövetségek segítették:
- 1875 a Magyar Atlétikai Club (MAC)
- 1895 a Magyar Olimpiai Bizottság (MOB)
- 1897 a Magyar Atlétikai Szövetség (MASZ)
  - Atlétika, Birkózás, Ökölvívás, Súlyemelés, Úszás, Vívás
- 1905 a Nemzetközi Súlyemelő-szövetség (IWF)
- 1920 a Magyar Birkózók Szövetsége (MBSz)
- Súlyemelő alszövetség
- 1951 az Országos Társadalmi Súlyemelő Szövetség

Az első magyar bajnokságot 1932-ben rendezték (öt súlycsoportban hármas összetett eredmény).
1957-ben alapították meg az önálló Magyar Súlyemelő Szövetséget. Ezt megelőzően a Magyar Birkózók-szövetség mellett működő súlyemelő al-szövetség intézte a sportág ügyeit. 1957-ben vettünk részt első ízben Európa-bajnokságon (Lengyelország, Katowice) teljes csapattal. Magyar súlyemelő először állt a dobogón, Balogh István II. helyezést ért el.

### Elnök
- 1957 – Szabó Ferenc
- 1969 – 1984 Tóth Dezső
- 1989 – 1992 László Imre dr.
- 1992 – 2002 Eck Tibor
- 2002 – Somogyi Jenő
- 2002 – 2005 Dolovai Tamás
- 2005 – Mezőfi Miklós
- 2005 – Komáromi Lajos
- 2005 – 2008 Fehér Tamás
- 2008 – 2025 Dobos Imre
- 2025 – Nagy Péter

### Főtitkár
- 1957 – Szentjánosi József
- 1968 – Aján Tamás dr.
- 1989 – 1992 Szalai György
- 1992 – 1995 Eck Tibor
- 2005 – 2011 Halász István
- 2011 – 2025 Takács Mária

### Szövetségi kapitány/Szövetségi edző
- 1960 – Orvos András
- 1963 – 1969 Orvos András és Veres Győző
- 1969 – 1985 Orvos András
- 1986 – 1988 Ambrus László
- 1989 – 1992 Hanzlik János
- 1993 –         Juhász István
- 1994 – 1997 Zsuga Imre
- 1998 –        Szelőczei Bálint
- 1999 – 2000 Fazekas Endre
- 2001 – 2003 Zsuga Imre
- 2004 – 2004 Fehér Tamás
- 2004 – 2005 Imrő Dezső
- 2006 – 2007 Szalai György
- 2007 – 2008 Juhász István
- 2009 – 2011 Pátrovics Géza
- 2011 – 2013 Bökfi János
- 2013 – 2015 Ördögh István
- 2016 – 2020 Gyurkovics Ferenc
- 2020 –  2025 Haragos Attila

## Nemzetközi sportvezetés
1976-ban Montréalban a Nemzetközi Súlyemelő-szövetség főtitkárává Aján Tamást választották meg (titkár: Duska Emil). A sportágat irányító központi iroda Budapestre került. A főtitkári pozíciót 1980-ban Moszkvában további 4 évre megerősítették. Dr. Bártfai Ede a nemzetközi orvosbizottság tagja. Aján Tamás 2000-től 2020-ig a Nemzetközi Súlyemelő-szövetség (angol: International Weightlifting Federation [IWF]) elnöke.